# Alfredo Asmar
Alfredo Asmar (Mar del Plata, 5 de noviembre de 1911 - Zapala, 2 de febrero de 1977) fue un comerciante y político argentino, que ejerció como gobernador de la provincia del Neuquén entre 1959 y 1962. Durante los dos primeros años lo hizo como interino del titular, Ángel Edelman, y durante el último año como titular, por renuncia de aquel. Fue el último gobernador constitucional de Neuquén no perteneciente al Movimiento Popular Neuquino (MPN).

## Biografía
Era el hijo mayor de Simón Asmar y Latife Ahuri, nacidos en El Líbano y radicados en Buenos Aires. Trasladados a Mar del Plata, allí nacieron sus seis hijos, de los cuales el mayor era Alfredo. Muy joven inició estudios universitarios que nunca terminó, y fue secretario de la Mesa Directiva del Comité Nacional de la Unión Cívica Radical, cuyo presidente era Arturo Frondizi.
Su tío materno Julián Marun Ahuri, se radicó en Junín de los Andes, donde abrió un almacén de ramos generales y más tarde empleó allí a Alfredo Asmar. Más tarde, éste fue representante de su tío en la localidad de Zapala, donde después abrió su propio negocio. Fue Comisionado Municipal en Zapala y diputado a la Convención Constituyente de la recién creada Provincia del Neuquén; cuando la UCR se dividió, acompañó al sector Intransigente dirigido por Frondizi y fue candidato a vicegobernador por esa fracción, acompañando en la fórmula a Ángel Edelman.
El 23 de febrero de 1958 se celebraron las elecciones, que fueron ganadas por la UCRI; Edelman y Asmar asumieron el 1 de mayo, como el primer gobernador y primer vicegobernador de la provincia, respectivamente. Formó un equipo activo con el gobernador, a quien acompañó en su gestión y en la formación de la estructura administrativa de la nueva provincia. Su hermano Salvador Asmar fue elegido intendente de Junín de los Andes.Su otro hermano, Ramón Asmar, de San Martin de los Andes, fue diputado nacional
A fines de marzo de 1959 surgió una seria enfermedad que aquejaba al gobernador, de modo que dejó el gobierno el día 5 de abril a su vice. Terminaría renunciando al cargo a fines de mayo de 1961, y Asmar asumió el cargo como gobernador titular el 26 de agosto.
Durante su mandato se creó la empresa Transportes Aéreos Neuquinos (TAN), cuya primera misión era brindar asistencia sanitaria al interior de la provincia, pero más tarde la comunicó con Buenos Aires. Mejoró los campos de aviación en Buta Ranquil, Centenario y Junín de los Andes y licitó la construcción del aeropuerto de Neuquén. Construyó varios caminos, como el que une Chos Malal con Andacollo, de Las Lajas a Caviahue, de Aluminé hasta la Ruta Nacional 40, la de San Martín de los Andes a Junín de los Andes y de la primera de estas ciudades al Paso Hua Hum, que comunica con el lago Pirihueico, en Chile.
Como parte de su política de salud creó centros especializados en la lucha contra la diarrea estival y la tos convulsa, el Centro de Lucha Antituberculosa, postas de hidratación para evitar la diarrea infantil en los meses de verano; contrató un plantel muy extenso de médicos para la provincia, y los distribuyó entre los pueblos de la provincia, creando hospitales en la mayoría de los mismos; en particular, fueron de su iniciativa los de Chos Malal, Cutral Co y Zapala.
En el campo educativo, planificó una Universidad del Neuquén que no llegó a concretarse, colaboró con los estudiantes que viajaban a la Universidad Nacional del Sur en Bahía Blanca, creó varias escuelas, la escuela secundaria de Centenario, una Escuela de Bellas Artes y una Escuela Profesional de Mujeres.
Mantuvo un diálogo y contacto fluidos con los intendentes de los municipios del interior, inició la creación de las municipalidades de Picún Leufú y El Cholar y creó el Banco de la Provincia del Neuquén. Colaboró con el Obispo de Neuquén, Jaime de Nevares.
Abrió juzgados de paz en la mayor parte de los pueblos y ciudades de la provincia, una Cárcel de Encausados en Zapala, un Pabellón de Mujeres y comisarías en gran cantidad de pueblos.
En las elecciones de 1962, la Unión Cívica Radical Intransigente fue derrotada por el Movimiento Popular Neuquino, lo que evitó que la provincia fuera intervenida como en las que había triunfado el peronismo; pero el gobernador fue depuesto poco después del derrocamiento de Frondizi, por el presidente de facto José María Guido, a fines de marzo de 1962.
Durante el resto de su vida se dedicó exclusivamente al comercio. Falleció el 2 de febrero de 1977 en Zapala.